# Tramwaje w Jejsku
Tramwaje w Jejsku − zlikwidowany system komunikacji tramwajowy w rosyjskim mieście Jejsk. 

## Historia
Budowę linii tramwaju parowego prowadzono w latach 1910−1911. Tramwaj wąskotorowy (1000 mm) otwarto na trasie вокзал − ейская коса do wywozu piasku i muszli z wybrzeża. W 1914 podczas burzy linia tramwajowa została podzielona na dwie części. Ponieważ tramwaj docierał nad wybrzeże które chętnie było odwiedzane przez mieszkańców uruchomiono w 1915 przewozy pasażerskie. Na trasie вокзал - пляж lokomotywa prowadziła trzy wagony. Linia tramwajowa prawdopodobnie uległa zniszczeniu w czasie wojny i została zamknięta w 1918. 

## Linia
Tramwaj kursował na trasie:
- dworzec kolejowy Jejsk − ейская коса.